# Bruno Pesaola
Bruno Pesaola (Buenos Aires, 28 luglio 1925 – Napoli, 29 maggio 2015) è stato un allenatore di calcio e calciatore argentino naturalizzato italiano, di ruolo attaccante.
Ha legato il suo nome soprattutto alla storia del Napoli, del quale è stato a lungo giocatore e poi allenatore, e della Fiorentina con cui, da allenatore, ha vinto lo scudetto nel campionato 1968-1969.
Era soprannominato petisso (piccoletto).

## Biografia
(Striscione esposto al San Paolo in Curva B nel minuto di raccoglimento in sua memoria)
Pesaola era figlio di un calzolaio marchigiano, Gaetano (che lasciò Montelupone, in provincia di Macerata, nei primi anni venti), e di Inocencia Lema, entrambi emigrati in Argentina. Orfano di padre da giovanissimo, arriva in Italia grazie all'interessamento di un parente italiano, con l'intento di rimanervi pochi anni.
Durante la sua carriera di allenatore era celebre il fatto che fumasse molte sigarette durante ogni partita e indossasse un cappotto di cammello portafortuna. Alla sua figura di allenatore si è ispirato il regista Paolo Sorrentino per il personaggio del "Molosso", interpretato da Nello Mascia nel film L'uomo in più. Il figlio, Diego Roberto, è noto con il nome d'arte di Zap Mangusta.
Terminata la carriera da allenatore si è stabilito a Napoli, nel quartiere Vomero, città a cui era rimasto tanto legato da definirsi "un napoletano nato all'estero", divenendo opinionista per diverse trasmissioni televisive locali e nazionali; a riprova del profondo legame con la città, il 20 novembre 2009 la giunta comunale partenopea gli ha conferito la cittadinanza onoraria. È deceduto il 29 maggio 2015, a ottantanove anni, all'ospedale "Fatebenefratelli" di Napoli per un collasso cardiocircolatorio.
È stato ricordato con un minuto di silenzio sui campi di Napoli e di Firenze.

## Caratteristiche tecniche
(Sandro Sabatini)
Da giocatore, Carlo Felice Chiesa lo ha definito «geniale nel pennellare cross millimetrici» e sottolinea la bravura nel dribbling e la precisione nel tiro. In seguito, da allenatore si era dimostrato eccelso nell'interpretazione delle gare, che affrontava con grande sagacia tattica, confessando che in alcune partite, mentre con le mani faceva visibilmente segno alla squadra di avanzare, a voce ordinava di retrocedere. Bruscolotti lo ricorda come un grande motivatore, abile nel trovare modi per stimolare i giocatori, Pecci per l'ambiente rilassato che creava anche nelle situazioni più difficili della stagione.

## Carriera

### Giocatore

#### Club

##### Gli inizi in Argentina
Iniziò la carriera calcistica nella squadra juniores del Dock Sud e passò a 14 anni alle giovanili del River Plate allenate da Renato Cesarini, giocando con le riserve insieme ad Alfredo di Stéfano, avendo la strada sbarrata dalla concorrenza di Loustau. Gioca nell'Almagro e dal 1944 al 1946 nel Dock Sud, arrivando con quella società a giocare in prima squadra, all'epoca all'ultimo posto del campionato cadetto argentino.

##### Roma
Arrivato con il più quotato all'epoca Osvaldo Perretti, Pesaola si trasferì alla Roma nell'agosto 1947, facendosi apprezzare per la sua velocità in campo e l'aggressività, risolvendo il problema persistente della squadra, la mancanza di una buona ala sinistra e distinguendosi come attaccante veloce, abile nelle finte e prolifico. Concluse la prima stagione con 11 reti, tra cui una doppietta al Napoli (il 21 dicembre 1947, nella vittoria in trasferta della Roma per 2-1) ed una tripletta al Genoa (il 4 gennaio 1948 nella vittoria in trasferta per 4-2), mentre nella seconda annata segnò 8 volte.
Diventa in quegli anni, con la popolarità conquistata in campo, amico di vari attori e recita con Walter Chiari in L'inafferrabile 12 e Carlo Dapporto in L'inafferrabile 13. Anche a causa della frattura di tibia e perone, subita durante una partita contro il Palermo del 26 febbraio 1950 e provocata dall'avversario Gimona per reazione ad un presunto torto inflitto al compagno Gino Giaroli mentre l'azione di gioco era da tutt'altra parte, Pesaola fu costretto a fine stagione a lasciare Roma; Gimona, che poté contare sul perdono di Pesaola, fu dapprima squalificato a vita, poi la pena fu ridotta a due anni ed infine ulteriormente abbassata ad undici mesi; altre fonti riportano un'ulteriore diminuzione della pena a 6 mesi in seguito al perdono.
Terminò la stagione colpito nuovamente da un grave infortunio: il 9 aprile 1950 contro l'Atalanta si ruppe il perone in uno scontro con Gariboldi.

##### Novara
L'infortunio è così grave che pensa lui stesso di essere arrivato alla fine della carriera; passa quindi in prestito al Novara di Monzeglio con cui disputa due stagioni giocando con Silvio Piola, che l'ha convinto a non tornare in Argentina: il suo trasferimento fu risolto quando Piero Omodei, avvocato e dirigente della squadra piemontese, saldò il conto dell'albergo occupato dal giocatore a Cremona, durante la riabilitazione. Debutta con i piemontesi nella gara contro il Torino del 5 novembre 1950 dove realizza il terzo gol del Novara nella vittoria interna per 3-2 pur dovendo affrontare la marcatura anche fallosa di Grava; disputa due stagioni in Serie A, segnando un gol alla Juventus, il 29 aprile 1951 nella vittoria interna per 3-1, prima vittoria dei novaresi contro i bianconeri dopo undici anni e (l'anno dopo) ottenendo con la squadra un ottavo posto nel campionato 1951-1952, piazzamento mai più raggiunto o migliorato dai piemontesi a cui contribuisce segnando 8 reti. Non potendo rientrare alla Roma, retrocessa in Serie B, per regolamento si accasa quindi per 33 milioni (con 6 milioni d'ingaggio per lui) al Napoli, dietro suggerimento della moglie Ornella, che era stata eletta Miss Novara in quegli anni, divenendo uno dei giocatori simbolo della città partenopea, in cui soggiorna come calciatore per otto anni.

##### Napoli

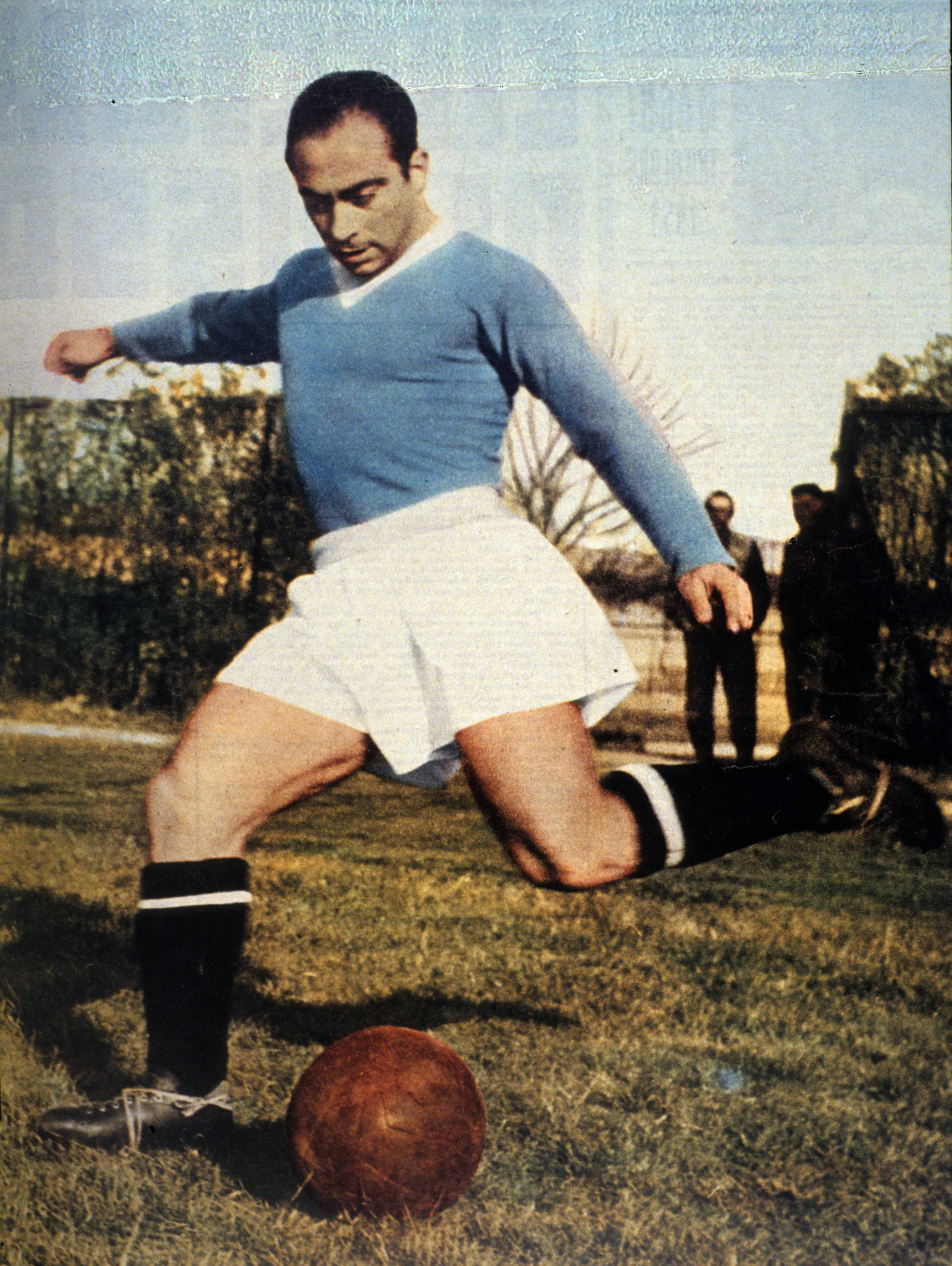
Pesaola in azione con la maglia del Napoli

Arriva in Campania per far coppia con l'altro neoacquisto Jeppson, ritrovando come allenatore Monzeglio e mettendosi in luce già nelle amichevoli internazionali estive: con Jeppson, anche in campionato, forma una coppia di attaccanti efficace, capace di portare il primo anno ad avere il terzo migliore attacco del campionato: sigla nel primo anno 7 reti, tra cui il primo dei tre gol con cui il 18 gennaio 1953 gli azzurri battono la Juventus (che alla fine della stagione si classificherà al secondo posto perdendo lo scudetto per due punti) in casa per 3-2 mentre i partenopei concludono la stagione quarti in classifica a sei punti dalla squadra campione d'Italia.
Dopo una stagione 1953-1954 in flessione, Napoli quinti alla fine del campionato a 13 punti di distanza dai campioni d'Italia e con il sesto miglior attacco ed un'altra stagione 1954-1955 in ulteriore flessione (Napoli sesto a dieci punti dai campioni d'Italia con l'ottavo miglior attacco) nel 1955-1956 sorsero problemi tra la squadra e l'allenatore Monzeglio, dovuti alle carenze in difesa che annullavano gli effetti di un gioco della squadra spettacolare.
In questi anni cambierà ruolo per la presenza di giovani e affermati campioni in squadra, pur mantenendosi importante negli equilibri di gioco degli azzurri, passando da ala a regista offensivo e all'occorrenza punta: realizzò una doppietta al Milan di Schiaffino e Buffon il 7 ottobre 1956, in trasferta a Milano.

Pesaola in una pausa d'allenamento, con Hasse Jeppson e Amedeo Amadei.

Monzeglio venne quindi sostituito da Amadei e con la nuova dirigenza arriva nella stagione 1957-1958 il quarto posto finale, con la squadra che a fine campionato è il secondo miglior attacco della Serie A dopo la Juventus campione d'Italia. In questa stagione un suo gol all'Inter, del 5 gennaio 1958, in cui dopo aver rubato il pallone a Fongaro batté il portiere Matteucci, fu particolarmente apprezzato, fece parte della sigla alla Domenica Sportiva per vari anni. Successivamente il 2 febbraio 1958 la sua rete porta alla vittoria per 1-0 contro il Milan nella gara casalinga e a fine campionato è tra i protagonisti di una vittoria in casa contro la Juventus per 4-3 con la squadra che in quei giorni lottavano ancora per la conquista dello scudetto.
Fu tra i protagonisti del successo casalingo del 6 dicembre 1959, nella gara che segnò l'inaugurazione dello Stadio San Paolo, quando i partenopei vinsero 2-1, sotto gli occhi di Umberto (all'epoca presidente della FIGC) e Gianni Agnelli, sulla Juventus del Trio Magico Boniperti-Charles-Sívori, in una sfida in cui, secondo il Corriere dello Sport, pur giocando fuori ruolo per un incidente di gioco capitato al compagno di maglia Luís Vinício, riuscì a creare pericoli alle retrovie della formazione piemontese; ne fu anche capitano dal 1953 al 1960, totalizzando 240 presenze con 27 gol.

##### Genoa e Scafatese
Nel 1960 lascia Napoli su pressione dell'allenatore in carica dei partenopei Amadei, a cui era legato da profonda e nota inimicizia per passare per una stagione in Serie B con il Genoa. Aiuta la squadra ligure a salvarsi dalla retrocessione: gioca 20 gare segnando 5 reti, di cui due nella gara contro il Foggia, nel girone di ritorno; passa quindi alla Scafatese come giocatore-allenatore.

#### Nazionale
Esordì nella Nazionale B l'11 dicembre 1953 a Istanbul nella gara Italia B-Turchia 1-0, la prima di 6 partite con questa selezione: nell'occasione fornisce a Galli il passaggio con cui quest'ultimo realizzò il gol della vittoria. Gioca anche la gara dell'11 aprile 1954 un pareggio casalingo per 0-0 contro la nazionale B della Francia e la gara di Coppa del Mediterraneo Italia-Turchia (1-1, disputata il 26 giugno 1955).
Ha disputato anche come oriundo una gara nella Nazionale maggiore, debuttando a Lisbona il 26 maggio 1957 in Portogallo-Italia (3-0), in una gara condizionata dagli infortuni di Alcides Ghiggia e Giuseppe Chiappella quando il risultato era ancora sull'1-0 ed il cui risultato si fece pesante solo negli ultimi minuti di gioco.

### Allenatore

#### Scafatese e Napoli, primo periodo

Pesaola, alla seconda esperienza da allenatore del Napoli, a colloquio con José Altafini e Omar Sívori.

La sua prima panchina è quella della Scafatese, in qualità di giocatore-allenatore, nel campionato 1961-1962. Il 31 gennaio 1962, con il Napoli che rischia di retrocedere dalla Serie B, subentra a Fioravante Baldi su suggerimento dell'allora neodirigente Fiore, dando al Napoli la promozione in Serie A e la prima Coppa Italia nonché primo trofeo vinto dai partenopei nella loro storia, consentendo ad una squadra militante in Serie B di vincere il trofeo per la prima volta. L'anno successivo si vide affiancare sulla panchina del Napoli da Eraldo Monzeglio, questa volta come Direttore Tecnico per la mancanza dell'abilitazione necessaria a Pesaola; la coabitazione non fu comunque positiva per divergenze di idee che non riuscirono ad appianare.

#### Savoia e Napoli, secondo periodo
Lascia quindi Napoli e rimane quindi parzialmente inattivo nella stagione 1963-1964: in quell'annata scende infatti tra i dilettanti per allenare il Savoia brevemente: lasciò la squadra dopo quattro mesi, con la squadra impegnata negli spareggi per salire di categoria.
Torna quindi ad allenare i partenopei e nella stagione 1964-1965 riporta la squadra in Serie A valorizzando quel Juliano che diventerà storico capitano della squadra, convince Sivori a venire al Napoli e conquista inoltre il primo trofeo europeo (la Coppa delle Alpi nel 1966, dopo aver stimolato con un trucco l'aggressività di Omar Sívori) e la porta al secondo posto nel 1968, risultato mai raggiunto prima dalla squadra campana riuscendo a far convivere in squadra due giocatori affermati come Altafini e Sivori. L'anno successivo, per via di contestazioni che coinvolgono anche la sua famiglia, tuttavia Pesaola lascia il club campano.

#### Fiorentina
(ACF Fiorentina, 29 maggio 2015)

Pesaola alla Fiorentina nel 1968, in un momento di relax coi giocatori viola Amarildo, Merlo, De Sisti e Rizzo.

Passa quindi alla Fiorentina, pur rimanendo legato emotivamente alla società partenopea. Durante la permanenza in Toscana rischiò infatti una pesante squalifica per aver preso un impegno con il presidente del Napoli Ferlaino: dopo aver promesso di passare all'Inter si accordò per tornare al Napoli pur essendo tesserato con la Fiorentina ma cambiò idea dopo aver visto che gli acquisti che aveva richiesto non erano stati effettuati; fu graziato da Artemio Franchi, dirigente vicino alla squadra viola, che lo fece così rimanere a Firenze. La dirigenza gli chiede di andare avanti con una squadra giovane, a parte il campione Amarildo (peraltro in rotta con la società e che con lui tornerà a giocare a buon livello), che l'anno precedente era stata tra le prime in classifica.

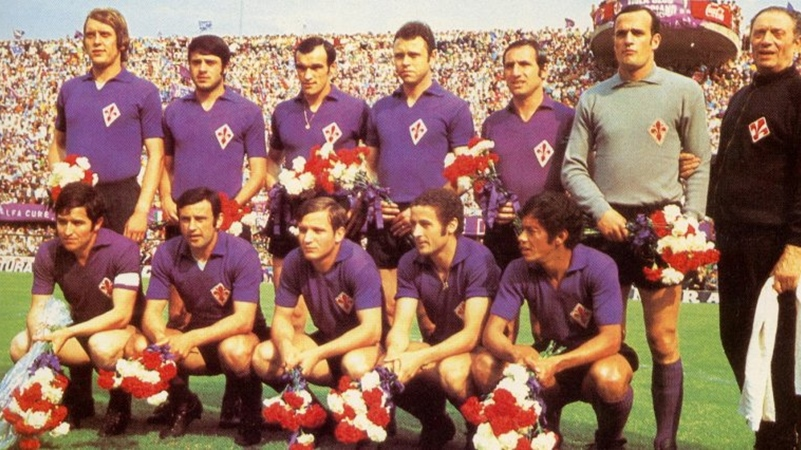
La Fiorentina di Pesaola, campione d'Italia nel 1968-1969.

Come allenatore in Toscana conquistò uno scudetto alla guida della Fiorentina nel 1968-1969, nel girone di ritorno la viola superò il Lanerossi Vicenza e andò in testa: da quel momento i gigliati non persero un colpo, riuscendo a tenere distanziate Cagliari e Milan. L'11 maggio, espugnando il campo della Juventus a Torino per 2-0, la Fiorentina si laureò per la seconda volta nella sua storia campione d'Italia, grazie anche ad una difesa che concesse pochi gol; come nel campionato 1955-56 (18, seconda migliore difesa di quella stagione), i viola persero una sola partita, quella contro il Bologna, registrando un'inedita imbattibilità in trasferta.
Da campione d'Italia, Pesaola riportò la Fiorentina in Coppa Campioni dopo essere stata, nel 1957, il primo club italiano a disputare una finale. Sul fronte nazionale invece, i viola iniziarono bene il campionato prima di essere sorpassati dal Cagliari di Gigi Riva che si aggiudicherà poi il titolo: la Fiorentina arriverà al quarto posto ex aequo con il Milan. Bruno portò la squadra in finale della Coppa delle Alpi, persa contro il Basilea, ai quarti di finale di Coppa Italia e Coppa dei Campioni. Venne esonerato alla terza stagione, dopo una stagione tribolata per una serie di infortuni (tra cui quelli Merlo, Superchi, Galdiolo e Vitali) che portarono i toscani nella parte bassa della classifica. Come allenatore della squadra di Firenze, nel 1970 gli fu
assegnato il premio Seminatore d'Oro; nel 2013 è stato inserito nella Hall of Fame Viola.

#### Bologna
(Bologna Football Club 1909, 29 maggio 2015)

Pesaola a Bologna, nel corso degli anni settanta, con Cesarino Cervellati.

Accasatosi al Bologna che all'epoca schierava ex nazionali come Bulgarelli e Savoldi, comincia la sua prima stagione stentando; la classifica dopo la quarta giornata del girone d'andata vede i felsinei fanalino di coda, quindi la presenza di Savoldi si farà sentire, tanto che concluderà l'annata vincendo la classifica dei cannonieri con 17 reti che aiuteranno la compagine a raggiungere il settimo posto nella classifica finale. In quella stagione il Petisso porterà in prima squadra il futuro nazionale Eraldo Pecci.
La stagione successiva, che vede il debutto in Serie A della futura bandiera e allenatore Franco Colomba nonché l'addio alla Serie A di un fedelissimo quale Perani, la squadra si mantiene sempre a metà classifica e si comporta ancor meglio in Coppa Italia, dove si cuce al petto quella che rimane l'ultima coccarda tricolore conquistata dai bolognesi. Al termine dell'annata 1974-1975, in cui i rossoblù raggiungono il settimo posto in Serie A e i sedicesimi di finale della Coppa delle Coppe, Savoldi viene ceduto per una cifra considerata scandalosamente alta, onde ripianare i debiti della società. Pur privata dell'apporto di un bomber tanto prolifico, la formazione di Pesaola ottenne un altro settimo posto nel campionato del 1975-1976.

#### I ritorni a Napoli e Bologna, Panathinaïkos e ritiro

Pesaola per la terza volta alla guida dei partenopei, nel 1976-1977, fra i neoacquisti Catellani, Vinazzani, Speggiorin, Chiarugi e Armidoro.

A Napoli iniziò la stagione 1976-77 con la vittoria della Coppa di Lega Italo-Inglese, ottenuta grazie ad una vittoria in rimonta sul Southampton detentore della FA Cup, con il Napoli continuerà ad avanzare in Coppa delle Coppe giungendo sino alle semifinali contro l'Anderlecht dove, dopo aver vinto la gara d'andata per 1-0, subirà al ritorno una sconfitta per 2-0 (con la direzione di gara dell'arbitro Matthewson contestata dalla squadra) che gli precluderà l'accesso in finale. La stagione si conclude con la squadra a metà classifica e Pesaola lascia la società.
A cavallo degli anni settanta e ottanta, dapprima è di nuovo a Bologna dal 1977 al 1979, allena poi per una stagione gli ellenici del Panathīnaïkos con cui sfiora la conquista del titolo greco, e torna infine in Italia accasandosi al Siracusa.
Nel 1982-1983 il ritorno al Napoli, che vide la squadra salvarsi in maniera stentata dopo l'esonero di Giacomini in favore di Pesaola con al fianco Gennaro Rambone; Pesaola punta su una squadra votata alla difesa del risultato. Nel corso di quella stagione resta famosa l'immagine di Pesaola che abbraccia il rosario prima di un rigore decisivo calciato da Moreno Ferrario. 10º posto in Serie A, quarti di finale di Coppa Italia e Sedicesimi di finale in Coppa UEFA.
Allena il Campania Ponticelli, come ultima squadra, nel 1984-1985. 

## Statistiche

### Cronologia presenze e reti in nazionale
| Cronologia completa delle presenze e delle reti in nazionale ― Italia | Cronologia completa delle presenze e delle reti in nazionale ― Italia | Cronologia completa delle presenze e delle reti in nazionale ― Italia | Cronologia completa delle presenze e delle reti in nazionale ― Italia | Cronologia completa delle presenze e delle reti in nazionale ― Italia | Cronologia completa delle presenze e delle reti in nazionale ― Italia | Cronologia completa delle presenze e delle reti in nazionale ― Italia | Cronologia completa delle presenze e delle reti in nazionale ― Italia |
| Data                                                                  | Città                                                                 | In casa                                                               | Risultato                                                             | Ospiti                                                                | Competizione                                                          | Reti                                                                  | Note                                                                  |
| --------------------------------------------------------------------- | --------------------------------------------------------------------- | --------------------------------------------------------------------- | --------------------------------------------------------------------- | --------------------------------------------------------------------- | --------------------------------------------------------------------- | --------------------------------------------------------------------- | --------------------------------------------------------------------- |
| 26-5-1957                                                             | Lisbona                                                               | Portogallo                                                            | 3 – 0                                                                 | Italia                                                                | Qual. Mondiali 1958                                                   | -                                                                     |                                                                       |
| Totale                                                                |                                                                       | Presenze                                                              | 1                                                                     |                                                                       | Reti                                                                  | 0                                                                     |                                                                       |

## Palmarès

### Allenatore

#### Club

##### Competizioni nazionali
- Campionato italiano: 1

Fiorentina: 1968-1969
- Coppa Italia: 2

Napoli: 1961-1962
Bologna: 1973-1974

##### Competizioni internazionali
- Coppa delle Alpi: 1

Napoli: 1966
- Coppa di Lega Italo-Inglese: 1

Napoli: 1976

#### Individuale
- Seminatore d'oro: 1

1969-1970